# Дугокљуна чигра
Дугокљуна чигра (лат. Thalasseus sandvicensis)  је чигра из породице Laridae. Веома је блиско повезана са бенгалском чигром (Thalasseus bengalensis), кинеском ћубастом чигром (Thalasseus bernsteini) и тихоокоеанском чигром (Thalasseus elegans) и познато је да се укршта и са Thalasseus elegans и са Thalasseus bernsteini. Гнезди се у Палеарктику од Европе до Каспијског језера, а зимује у Јужној Африци, Индији и Шри Ланки .
Дугокљуна чигра је средње велика чигра са сивим горњим делом тела, белим доњим делом тела, црним кљуном са жутим врхом и чупавим црним гребеном који зими постаје ређи са белом круном. Младе птице имају сиво и смеђе шкољкасто перје на леђима и крилима. То је веома гласна птица. Гнезди се у удубљењу у земљи и полаже једно до три јаја.
Као и све чигре породице Thalasseus, и дугокљуна чигра се храни ураеањем у потрази за рибом, обично у морском окружењу, а нуђење рибе од стране мужјака женки је део процеса удварања.

## Таксономија
Чигре су мале до средње велике морске птице, изгледом сличне галебовима, али обично нежније, лакше грађе и краћих, слабијих ногу. Имају дуга, шиљаста крила, што им омогућава брз и успоран лет, и често дубоко рачваст реп. Већина врста је сива одозго, а бела одоздо, и имају црну капу која се зими смањује или је прошарана белим мрљама.
Дугокљуну чигру је првобитно описао орнитолог Џон Латам 1787. године као Sterna sandvicensis, али је премештена у свој садашњи род Thalasseus (Boie, 1822) након студија митохондријалне ДНК које су потврдиле да три типа шаре на глави (бела круна, црна капа и црна капа са белом пламеном на челу) пронађена међу чиграма одговарају различитим редовима. Тренутни назив рода потиче од грчког имена Thalassa, „море“, и sandvicensis, што се, као и енглеско име, односи на Сендвич, Кент, типично место које је Латам дефинисао.
Дугокљуна чигра има 3 подврсте:
- Thalasseus sandvicensis sandvicensis (Latham, 1787) - гнезди се од западне Европе источно до Каспијског мора [типски локалитет = Сандвич, Кент, Уједињено Краљевство]; презимљује од Средоземног мора јужно преко Африке и источно до индијског потконтинента; луталица у Северној Америци
- Thalasseus sandvicensis acuflavidus (Cabot, 1847) - Гнезди у источној Северној Америци дуж атлантске обале (углавном северно до залива Чесапик) и обалама Залива јужно до Белизеа и на Бахамима, Великим Антилима и источним Карибима [тип локалитета = Танцах, Кинтана Роо]; презимљује од јужне Флориде и обале Мексичког залива јужно до Великих Антила, Колумбије, Еквадора и Перуа, а јединке су ретко забележене све до Чилеа и североисточног Бразила
- Thalasseus sandvicensis eurygnathus (Saunders, 1876) - Углавном живи у јужном Карипском мору (неке се гнезде северно до Порторика; јужно од обале кроз источни Бразил до северне Аргентине,[тип локалитета Сантахарина]; луталице су стигле до атлантске обале Сједињених Држава

## Опис
Ово је средње велика чигра, 36-41- цм дужине са 95-105 цм распоном крила, који се вероватно неће помешати са осталим чиграма. Тежина се креће од 200 до 300 г; мужјаци су у просеку нешто тежи од женки, али са доста преклапања.
Танак, оштар кљун је црн са жутим врхом. Његове кратке ноге су црне. Горња крила су јој бледо сива, а доња бела, и ова чигра изгледа веома бледо у лету, иако примарно перје потамни током лета. У јесен и зиму, чело одрасле јединке постаје изузетно бело након митарења после гнежђења крајем лета (јул-август); црно чело се поново појављује током пролећног митарења од фебруара до марта. Младе дугокљуне чигре боје имају тамне врхове репа, потпуно црнкаст кљун (без жутог врха, али понекад је жућкаст у основи) и љускав изглед на леђима и крилима, попут младих ружичастих чигра, али са мање црне боје на темену.
Бенгалска чигра и тихоокеанска чигра се разликују по томе што имају потпуно наранџасте кљунове; бенгалска чигра се такође разликује по томе што има сиву тртицу и мало дебљи кљун, а тихоокеанска чигра по томе што има нешто дужи, тањи кљун. Кинеска ћубаста чигра је сличнија дугокљуној чигри, али има обрнуту боју кљуна, жуту са црним врхом; не преклапа се у распону са дугокљуном чигром, тако да је забуна мало вероватна. Каботова чигра је најсличнија, дели црни кљун са жутим врхом, али се разликује по томе што је кљун очигледно дебљи, а такође се разликује и по времену митарења, губећи црно чело раније током лета. Њене младе јединке такође немају љускави шарени узорак сендвич чигре, већ су једноставније сиве боје (мада се ово може помешати са перјем дугокљуне чигре током прве зиме).
Дугокљуна чигра је гласна птица; њен зов је карактеристичан гласан шкрипави звук "кеар-ик" или "кер инк".

## Понашање
Ова врста се гнезди у веома густим колонијама на обалама и острвима, а изузетно и у унутрашњости на погодним великим слатководним језерима близу обале. Гнезди се у удубљењу у земљи и полаже једно или два (ретко три) јаја. За разлику од неких мањих белих чигри, није баш агресивна према потенцијалним предаторима, ослањајући се на саму густину гнезда - често само 20-30 цм одвојено и гнездећи се близу других агресивнијих врста као што су арктичке чигре и речни галебови како би избегли предаторство.
Као и све чигре породице Thalasseus, и дугокњуна чигра се храни зароном у потрази за рибом, готово увек из мора. Обично зарања директно, а не из „степенастог лебдења“ које преферирају арктичке чигре. Приношење рибе од стране мужјака женки је део удварања.

## Статус
Дугокљуна чигра има широк глобални ареал, процењен на 100.000-1.000.000 km2. Процењује се да има популацију од 460.000 до 500.000 јединки. Трендови популације нису квантификовани, али се верује да се врста не приближава праговима за критеријум смањења популације Црвене листе IUCN-а (тј. пад од више од 30% за десет година или три генерације). Из ових разлога, врста је оцењена као најмање угрожени таксон.
Дугокљуна чигра је међу таксонима на које се примењује Споразум о очувању афричко-евроазијских птица селица водених станишта (AEWA).  Стране споразума су дужне да се укључе у широк спектар акција заштите, које су описане у детаљном акционом плану. Овај план треба да се бави кључним питањима као што су очување врста и станишта, управљање људским активностима, истраживање, образовање и имплементација.
Њихова навика размножавања у веома густим колонијама учинила их је веома рањивим на епидемије високо патогеног птичјег грипа (HPAI) из периода 2021–2023. године, са масовним морталитетом у бројним колонијама у северозападној Европи 2022. године.

## Галерија
- Дугокљуна чигра у лету, Дорсет, Велика Британија
- Дугокљуна чигра која зарања
- Дугокљуна чигра која зарања
- Дугокљуна чигра тражи плен
- Дугокљуна чигра се приближава свом потомству са рибом која га чека
- Дугокљуна чигра (лево) са обичном чигром (у средини) и ружичастом чигром (десно)
- Гнездећа колонија у Националном парку природе Тузлинске лагуне, Украјина
- Дугокљуне чигре на Дину, Хелиголанд
- Дугокљуне чигре се одмарају у Шведској .